# Venstermosdiertje
Het venstermosdiertje (Fenestrulina delicia) is een mosdiertjessoort uit de familie van de Fenestrulinidae. De wetenschappelijke naam van de soort is voor het eerst geldig gepubliceerd in 2000 door Judith E. Winston, Peter Joseph Hayward en S.F. Craig.

## Verspreiding
Het venstermosdiertje werd in 1994 voor het eerst ontdekt in Maine (Verenigde Staten), later werd hij ook gevonden langs de Amerikaanse westkust, meer bepaald in Alaska en San Francisco. Of de soort daar inheems is, is niet bekend. Het venstermosdiertje komt voor langs de kust van Frankrijk tot Zweden. Deze niet-inheemse soort is respectievelijk sinds 2005 en 2009 ook aan de Nederlandse en Belgische kust te vinden. Door de vele verspreidingsmanieren, bijvoorbeeld via schelpdiertransport, scheepsrompen of op drijvend plastic, is de kans reëel dat de soort zich nog verder zal verspreiden.